# ピーター・ギャンディ
ピーター・ギャンディ（Peter Gandy）は、世界の神秘主義と古典文明、
とくに密儀宗教について広範囲にわたって書いている。彼は古典文明の修士学位（M.A.）を持っている。彼は主にティモシー・フレークとの共著で知られている。彼らの既に人気のある論争的なイエスについての著作は、イエスを神話的創造として論じている。

## ティモシー・フレークとの共著
- The Complete Guide to World Mysticism (1998)
- The Hermetica: The Lost Wisdom of the Pharaohs (1998)
- The Wisdom of the Pagan Philosophers (The Wisdom of the World) (1999)
- The Jesus Mysteries: Was the "Original Jesus" a Pagan God? (1999)
- Jesus and the Lost Goddess: The Secret Teachings of the Original Christians (2002)
- The Laughing Jesus: Religious Lies and Gnostic Wisdom (2005)
- The Gospel of the Second Coming (2007)

## 参照
1. ↑  'Author Spotlight' from Random house publishing